# Grevillea marriottii
Grevillea marriottii là một loài thực vật có hoa trong họ Quắn hoa. Loài này được Olde miêu tả khoa học đầu tiên năm 1990.